# Faxonella blairi
Faxonella blairi är en kräftdjursart som beskrevs av Hayes och Charles Wilson Reimer 1977. Faxonella blairi ingår i släktet Faxonella och familjen Cambaridae. IUCN kategoriserar arten globalt som livskraftig. Inga underarter finns listade i Catalogue of Life.